# Lista de tenistas brasileiros no Top 100 mundial
Este artigo traz uma lista com todos os tenistas brasileiros, tanto masculinos quanto femininos, que já foram Top 100 do mundo, seja em simples, seja em duplas.
Desde quando o Ranking de Entradas ATP e WTA foi instituído, em 1973, 34 tenistas brasileiros apareceram entre os 100 primeiros (em simples), e 35 em duplas. Destes, entre as mulheres, tem-se 8 tenistas no simples, e 4 no de duplas.
Até hoje, apenas 2 tenistas, ambos no masculino, alcançaram o topo do ranking, sendo 1 no simples (Gustavo Kuerten) e 1 nas duplas (Marcelo Melo). Guga permaneceu, no total, por 43 semanas como n.1 do mundo. Seu recorde de semanas no topo do ranking foi superado por Marcelo Melo em janeiro de 2018.
Destaca-se ainda que, antes do Ranking de Entradas ATP e WTA ser instituído, em 1973, o Brasil já teve um tenista como n. 1 do mundo. Trata-se de Maria Esther Bueno, que, segundo a Federação Internacional de Tênis, foi a nº 1 do mundo em 1959, na categoria individual feminina.
A seguir estão as melhores campanhas masculinas de simples para cada tênista brasileiro Top 100, indicando qual a fase alcançou em cada um dos torneiros de Grand Slam:
|         | Australian Open | Roland Garros | Wimbledon | US Open |
| ------- | --- | --- | --- | --- |
| Quali 1 | Thiago Alves (07) Gustavo Heide (25) | | Gustavo Heide (24) | Gustavo Heide (24) |
| Quali 2 | Felipe Meligeni Alves (21/24) | Alexandre Simoni (03) | | |
| Quali 3 | | | | |
| R1      | Fernando Roese (92) Luiz Mattar (93) Flávio Saretta (02/03/04/05) Marcos Daniel (03/6/9/10/11) João "Feijão" Souza (12/15) Thiago Wild (24/25)                                                                          | Júlio Góes (82/3/4/6) Givaldo Barbosa (83/84/85) Danilo Marcelino (89) Fernando Roese (90/95) André Sá (00/02/03) Ricardo Mello (04/05/10/11) Thiago Alves (09/10) João "Feijão" Souza (12/15) Felipe Meligeni Alves (24) Gustavo Heide (24) | Roger Guedes (79) Júlio Góes (82/83) Givaldo Barbosa (83/85) Ivan Kley (85) Luiz Mattar (87/90/91) Danilo Marcelino (91) Jaime Oncins (91) Alexandre Simoni (02) Marcos Daniel (06/08/10) Rogério Dutra Silva (13/16/17) João "Feijão" Souza (15) Felipe Meligeni Alves (24) | Edson Mandarino (62) Roger Guedes (77) Givaldo Barbosa (79/84/85) João Soares (80/82/83) Júlio Góes (82/83) Ivan Kley (85) Jaime Oncins (91/2/3/6/7) Alexandre Simoni (01) Marcos Daniel (06/08) João "Feijão" Souza(11/15) Thiago Wild (20/24) |
| R2      | João Soares (76) Danilo Marcelino (89) Fernando Meligeni (97) André Sá (01) Alexandre Simoni (02) Ricardo Mello (05/12) Thomaz Belucci (10/11/12/14/16) Rogério Dutra Silva (17) Thiago Monteiro (21) João Fonseca (25) | Roger Guedes (79) João Soares (80) Ivan Kley (85/87) Marcos Daniel (08) Rogério Dutra Silva (17) | Fernando Roese (89) Fernando Meligeni (01) Thiago Alves (09) Ricardo Mello (11) Thiago Monteiro (17) Thiago Wild (24) | Marcos Hocevar (82) Carlos Kirmayr (83) Cássio Motta (86) Fernando Roese (90/91) André Sá (00/01) Thiago Alves (06/08) Rogério Dutra Silva (11/12/13) Thiago Monteiro (22) Felipe Meligeni Alves (23)                                           |
| R3      | Marcos Hocevar (83) Jaime Oncins (91) Gustavo Kuerten (03) | Edson Mandarino (60/4/5/6/8) Marcos Hocevar (83/85) Cássio Motta (84/85/86) Luiz Mattar (86/90/93) Thiago Monteiro (20) Thiago Wild (23) João Fonseca (25)                                                                                   | Edson Mandarino (67/68/70) Carlos Kirmayr (76/81) Marcos Hocevar (82) Cássio Motta (83/84) João Soares (83) Flávio Saretta (03) Thomaz Belucci (10) João Fonseca (25) | Fernando Meligeni (97) Flávio Saretta (02/03) Ricardo Mello (04) Thomaz Belucci (15) |
| R4      | | Carlos Kirmayr (81) Jaime Oncins (92) Flávio Saretta (03) Thomaz Belucci (10) | | |
| QF      | | Thomaz Koch (68) | Thomaz Koch (67) Gustavo Kuerten (99) André Sá (02) | Thomaz Koch (63) Gustavo Kuerten (99) |
| SF      | | Fernando Meligeni (99) | | |
| Final   | | | | |
| Campeão | | Gustavo Kuerten (97, 00 e 01) | | |

## Lista de Tenistas
- Fonte:Tenisnews.band[1]

- Atualizado em 28/07/2025

| Simples | Simples             | Simples | Simples |
| #       | Tenista             | Ranking | Ano     |
| ------- | ------------------- | ------- | ------- |
| 1       | Gustavo Kuerten     | 1º      | 2000    |
| 2       | Beatriz Haddad Maia | 10º     | 2023    |
| 3       | Thomaz Bellucci     | 21º     | 2010    |
| 4       | Thomaz Koch         | 24º     | 1974    |
| 5       | Fernando Meligeni   | 25º     | 1999    |
| 6       | Luiz Mattar         | 29º     | 1989    |
| 7       | Marcos Hocevar      | 30º     | 1983    |
| 8       | Niege Dias          | 32º     | 1988    |
| 9       | Jaime Oncins        | 34º     | 1993    |
| 10      | Carlos Kirmayr      | 36º     | 1986    |
| 11      | Teliana Pereira     | 43º     | 2015    |
| 12      | Flávio Saretta      | 44º     | 2003    |
| 13      | João Fonseca        | 44º     | 2025    |
| 14      | Patrícia Medrado    | 48º     | 1982    |
| 14      | Cássio Motta        | 48º     | 1986    |
| 16      | Ricardo Mello       | 50º     | 2005    |
| 17      | André Sá            | 55º     | 2002    |
| 18      | Marcos Daniel       | 56º     | 2009    |
| 19      | Thiago Seyboth Wild | 58º     | 2024    |
| 20      | Thiago Monteiro     | 61º     | 2022    |
| 21      | Rogério Dutra Silva | 63º     | 2017    |
| 22      | Júlio Góes          | 68º     | 1985    |
| 23      | João "Feijão" Souza | 69º     | 2015    |
| 24      | Cláudia Monteiro    | 72º     | 1982    |
| 25      | João Soares         | 74º     | 1989    |
| 26      | Andrea Vieira       | 76º     | 1989    |
| 27      | Givaldo Barbosa     | 78º     | 1979    |
| 28      | Edison Mandarino    | 81º     | 1975    |
| 28      | Ivan Kley           | 81º     | 1986    |
| 30      | Thiago Alves        | 88º     | 2009    |
| 31      | Roger Guedes        | 89º     | 1979    |
| 32      | Danilo Marcelino    | 91º     | 1991    |
| 33      | Fernando Roese      | 92º     | 1992    |
| 34      | Alexandre Simoni    | 96º     | 2001    |
| 35      | Gisele Miró         | 99º     | 1988    |
| 36      | Laura Pigossi       | 100°    | 2022    |

| Duplas | Duplas                | Duplas  | Duplas |
| #      | Tenista               | Ranking | Ano    |
| ------ | --------------------- | ------- | ------ |
| 1      | Marcelo Melo          | 1º      | 2015   |
| 2      | Bruno Soares          | 2º      | 2016   |
| 3      | Cássio Motta          | 4º      | 1983   |
| 4      | Carlos Kirmayr        | 6º      | 1983   |
| 5      | Luisa Stefani         | 9º      | 2021   |
| 6      | Beatriz Haddad Maia   | 10º     | 2023   |
| 7      | André Sá              | 17º     | 2009   |
| 8      | Jaime Oncins          | 22º     | 2000   |
| 9      | Rafael Matos          | 26º     | 2023   |
| 10     | Givaldo Barbosa       | 32º     | 1985   |
| 11     | Fernando Meligeni     | 34º     | 1997   |
| 11     | Marcelo Demoliner     | 34º     | 2017   |
| 13     | Gustavo Kuerten       | 38º     | 1997   |
| 14     | Ricardo Acioly        | 46º     | 1986   |
| 15     | Ingrid Martins        | 47º     | 2023   |
| 16     | João Soares           | 49º     | 1980   |
| 17     | Fernando Romboli      | 50º     | 2025   |
| 18     | Franco Ferreiro       | 53º     | 2011   |
| 19     | Orlando Luz           | 54º     | 2025   |
| 20     | Luiz Mattar           | 55º     | 1991   |
| 21     | Ivan Kley             | 56º     | 1985   |
| 22º    | Thomaz Koch           | 60º     | 1983   |
| 22º    | Mauro Menezes         | 60º     | 1989   |
| 24     | João "Feijão" Souza   | 70º     | 2013   |
| 24     | Thomaz Bellucci       | 70º     | 2013   |
| 26     | Danilo Marcelino      | 73º     | 1989   |
| 27     | Felipe Meligeni Alves | 75º     | 2022   |
| 28     | Flávio Saretta        | 78º     | 2004   |
| 29     | César Kist            | 79º     | 1987   |
| 29     | Daniel Melo           | 79º     | 2002   |
| 31     | Nelson Aerts          | 80º     | 1990   |
| 32     | Fernando Roese        | 81º     | 1990   |
| 33     | José Carlos Schmidt   | 82º     | 1983   |
| 33     | Dácio Campos          | 82º     | 1989   |
| 35     | Rogério Dutra Silva   | 84º     | 2018   |
| 36     | Marcos Hocevar        | 86º     | 1985   |
| 37     | André Ghem            | 88º     | 2007   |
| 38     | Niege Dias            | 92º     | 1987   |
| 38     | Marcelo Zormann       | 92º     | 2024   |
| 40     | Vanessa Menga         | 93º     | 1999   |
| 41     | Antônio Prieto        | 95º     | 2000   |
| 41     | Paula Gonçalves       | 95º     | 2016   |
| 43     | Cláudia Monteiro      | 96º     | 1987   |
| 43     | Fabrício Neis         | 96º     | 2016   |

### Masculino
| Simples | Simples             | Simples | Simples |
| #       | Tenista             | Ranking | Ano     |
| ------- | ------------------- | ------- | ------- |
| 1       | Gustavo Kuerten     | 1º      | 2000    |
| 2       | Thomaz Bellucci     | 21º     | 2010    |
| 3       | Thomaz Koch         | 24º     | 1974    |
| 4       | Fernando Meligeni   | 25º     | 1999    |
| 5       | Luiz Mattar         | 29º     | 1989    |
| 6       | Marcos Hocevar      | 30º     | 1983    |
| 7       | Jaime Oncins        | 34º     | 1993    |
| 8       | Carlos Kirmayr      | 36º     | 1986    |
| 9       | Flávio Saretta      | 44º     | 2003    |
| 10      | João Fonseca        | 44º     | 2025    |
| 11      | Cássio Motta        | 48º     | 1986    |
| 12      | Ricardo Mello       | 50º     | 2005    |
| 13      | André Sá            | 55º     | 2002    |
| 14      | Marcos Daniel       | 56º     | 2009    |
| 15      | Thiago Seyboth Wild | 58º     | 2024    |
| 16      | Thiago Monteiro     | 61º     | 2022    |
| 17      | Rogério Dutra Silva | 63º     | 2017    |
| 18      | Júlio Góes          | 68º     | 1985    |
| 19      | João "Feijão" Souza | 69º     | 2015    |
| 20      | João Soares         | 74º     | 1989    |
| 21      | Givaldo Barbosa     | 78º     | 1979    |
| 22      | Edison Mandarino    | 81º     | 1975    |
| 22      | Ivan Kley           | 81º     | 1986    |
| 24      | Thiago Alves        | 88º     | 2009    |
| 25      | Roger Guedes        | 89º     | 1979    |
| 26      | Danilo Marcelino    | 91º     | 1991    |
| 27      | Fernando Roese      | 92º     | 1992    |
| 28      | Alexandre Simoni    | 96º     | 2001    |

| Duplas | Duplas                | Duplas  | Duplas |
| #      | Tenista               | Ranking | Ano    |
| ------ | --------------------- | ------- | ------ |
| 1      | Marcelo Melo          | 1º      | 2015   |
| 2      | Bruno Soares          | 2º      | 2016   |
| 3      | Cássio Motta          | 4º      | 1983   |
| 4      | Carlos Kirmayr        | 6º      | 1983   |
| 5      | André Sá              | 17º     | 2009   |
| 6      | Jaime Oncins          | 22º     | 2000   |
| 7      | Rafael Matos          | 26º     | 2023   |
| 8      | Givaldo Barbosa       | 32º     | 1984   |
| 9      | Fernando Meligeni     | 34º     | 1997   |
| 9      | Marcelo Demoliner     | 34º     | 2017   |
| 11     | Gustavo Kuerten       | 38º     | 1997   |
| 12     | Ricardo Acioly        | 46º     | 1986   |
| 13     | João Soares           | 49º     | 1980   |
| 14     | Fernando Romboli      | 50º     | 2025   |
| 15     | Franco Ferreiro       | 53º     | 2011   |
| 16     | Orlando Luz           | 54º     | 2025   |
| 17     | Luiz Mattar           | 55º     | 1991   |
| 18     | Ivan Kley             | 56º     | 1985   |
| 19     | Thomaz Koch           | 60º     | 1983   |
| 20     | Mauro Menezes         | 62º     | 1989   |
| 21     | João "Feijão" Souza   | 70º     | 2013   |
| 21     | Thomaz Bellucci       | 70º     | 2013   |
| 23     | Danilo Marcelino      | 73º     | 1989   |
| 24     | Felipe Meligeni Alves | 75º     | 2022   |
| 25     | Flávio Saretta        | 78º     | 2004   |
| 26     | César Kist            | 79º     | 1987   |
| 26     | Daniel Melo           | 79º     | 2002   |
| 28     | Nelson Aerts          | 80º     | 1990   |
| 29     | Fernando Roese        | 81º     | 1990   |
| 30     | José Carlos Schmidt   | 82º     | 1983   |
| 30     | Dácio Campos          | 82º     | 1989   |
| 32     | Rogério Dutra Silva   | 84º     | 2018   |
| 33     | Marcos Hocevar        | 86º     | 1985   |
| 34     | André Ghem            | 88º     | 2007   |
| 35     | Marcelo Zormann       | 92º     | 2024   |
| 36     | Antônio Prieto        | 95º     | 2000   |
| 37     | Fabrício Neis         | 96º     | 2016   |

### Feminino
| Simples | Simples             | Simples | Simples |
| #       | Tenista             | Ranking | Ano     |
| ------- | ------------------- | ------- | ------- |
| 1       | Beatriz Haddad Maia | 10º     | 2023    |
| 2       | Niege Dias          | 32º     | 1988    |
| 3       | Teliana Pereira     | 43º     | 2015    |
| 4       | Patrícia Medrado    | 48º     | 1982    |
| 5       | Cláudia Monteiro    | 72º     | 1982    |
| 6       | Andrea Vieira       | 76º     | 1989    |
| 7       | Gisele Miró         | 99º     | 1988    |
| 8       | Laura Pigossi       | 100°    | 2022    |

| Duplas | Duplas              | Duplas  | Duplas |
| #      | Tenista             | Ranking | Ano    |
| ------ | ------------------- | ------- | ------ |
| 1      | Luisa Stefani       | 9º      | 2021   |
| 2      | Beatriz Haddad Maia | 10º     | 2023   |
| 3      | Ingrid Martins      | 47º     | 2023   |
| 4      | Niege Dias          | 92º     | 1987   |
| 5      | Vanessa Menga       | 93º     | 1999   |
| 6      | Paula Gonçalves     | 95º     | 2016   |
| 7      | Cláudia Monteiro    | 96º     | 1987   |

## Desempenho anual

### Masculino

#### Simples
O melhor desempenho do Brasil, desde que o ranking foi criado, foi em 2002; neste ano, Gustavo Kuerten, André Sá, Fernando Meligeni e Flavio Saretta encerraram a temporada entre os Top 100 mundial.
Em 2010, o Brasil conseguiu terminar o ano com três tenistas entre os Top 100 mundiais: Thomaz Bellucci, em 31º lugar, e Ricardo Mello em 75º; e Marcos Daniel, em 97º. Fato que se repetiu em 2016, com Thomaz Bellucci, em 61º lugar, e Thiago Monteiro em 82º; e Rogério Dutra Silva, em 98º.